# Siphonocladaceae
Famille
Les Siphonocladaceae sont une famille d'algues vertes de l'ordre des Siphonocladales selon ITIS (30 avril 2013), ou des Cladophorales selon AlgaeBase (30 avril 2013). 

## Étymologie
Le nom vient du genre type Siphonocladus,composé du préfixe "siphon-", tube, et du suffixe"-cladus", « branche, pousse », littéralement « pousse en forme de tube », en référence à la morphologie de l'algue.

## Liste des genres
Selon AlgaeBase (30 avril 2013) :
- Apjohnia (en) Harvey
- Boergesenia J.Feldmann
- Chaetosiphon (en) Huber
- Chamaedoris (en) Montagne
- Ernodesmis (en) Børgesen
- Siphonocladus (en) F.Schmitz

Selon World Register of Marine Species (30 avril 2013) :
- Apjohnia Harvey, 1855
- Boergesenia J.Feldmann, 1938
- Chamaedoris Montagne, 1842
- Dictyosphaeria (en) Decaisne, 1842
- Ernodesmis Børgesen, 1912
- Nereodictyon Gerloff, 1960
- Siphonocladus F.Schmitz, 1879
- Struveopsis (en) Rhyne & H.Robinson, 1968

Selon ITIS (30 avril 2013) :
- Apjohnia
- Chamaedoris Montagne, 1897
- Cladophoropsis (en) Borgesen, 1905
- Siphonocladus Schmitz, 1879
- Spongocladia

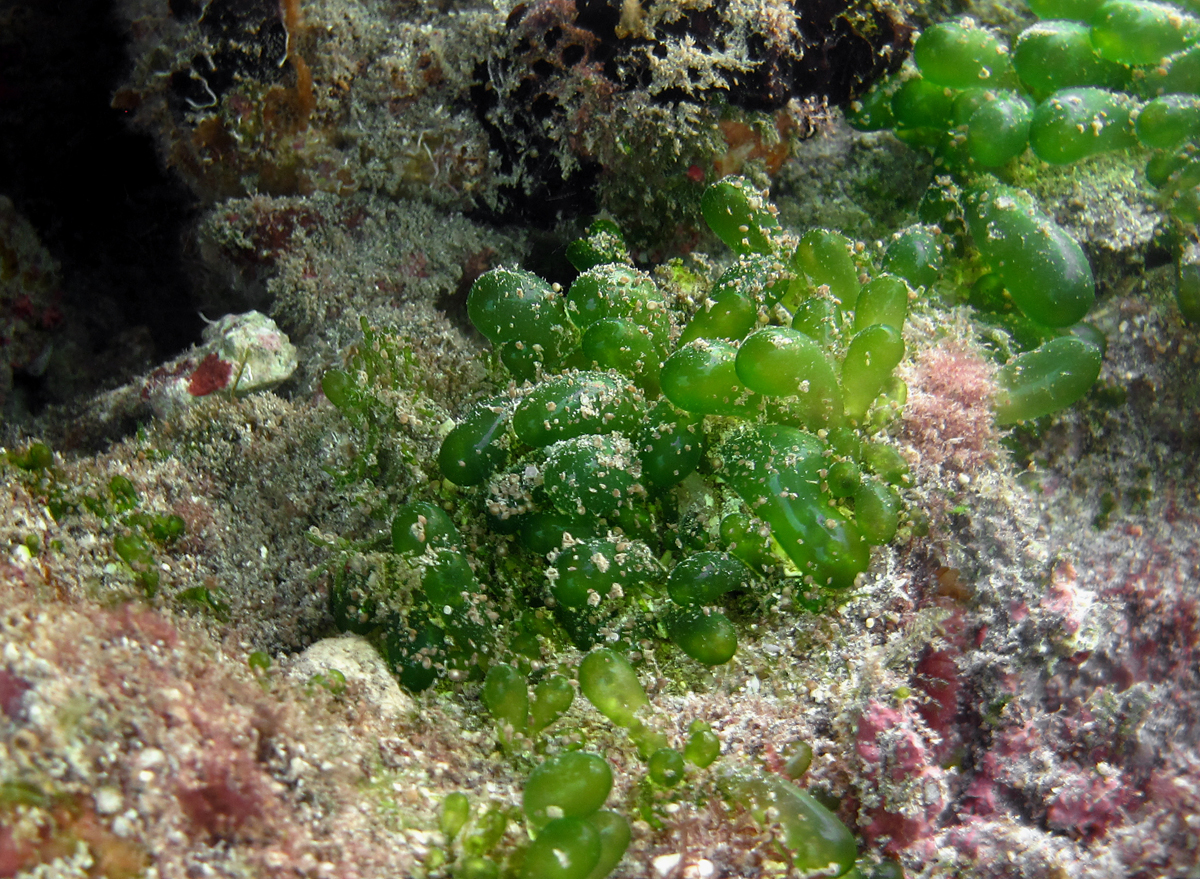
Boergesenia forbesii
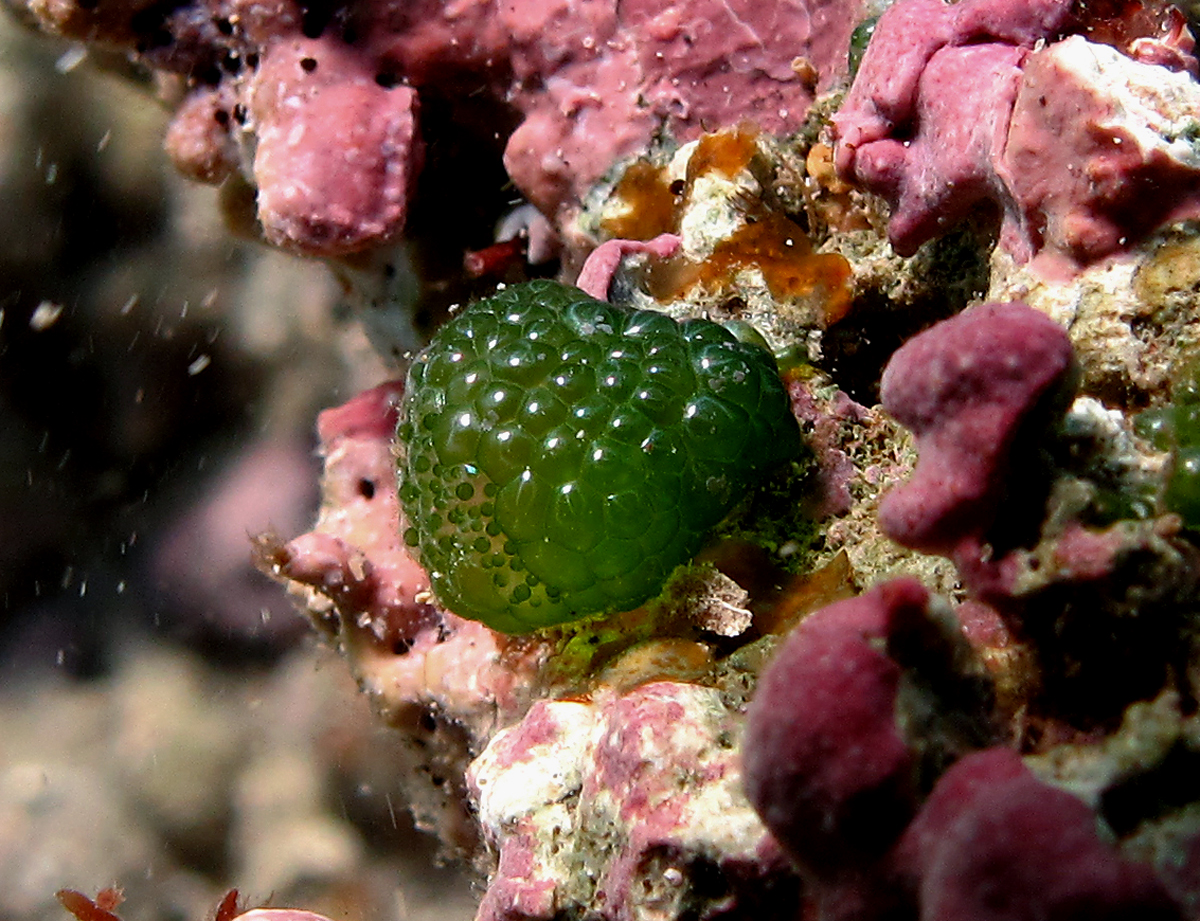
Dictyosphaeria cavernosa
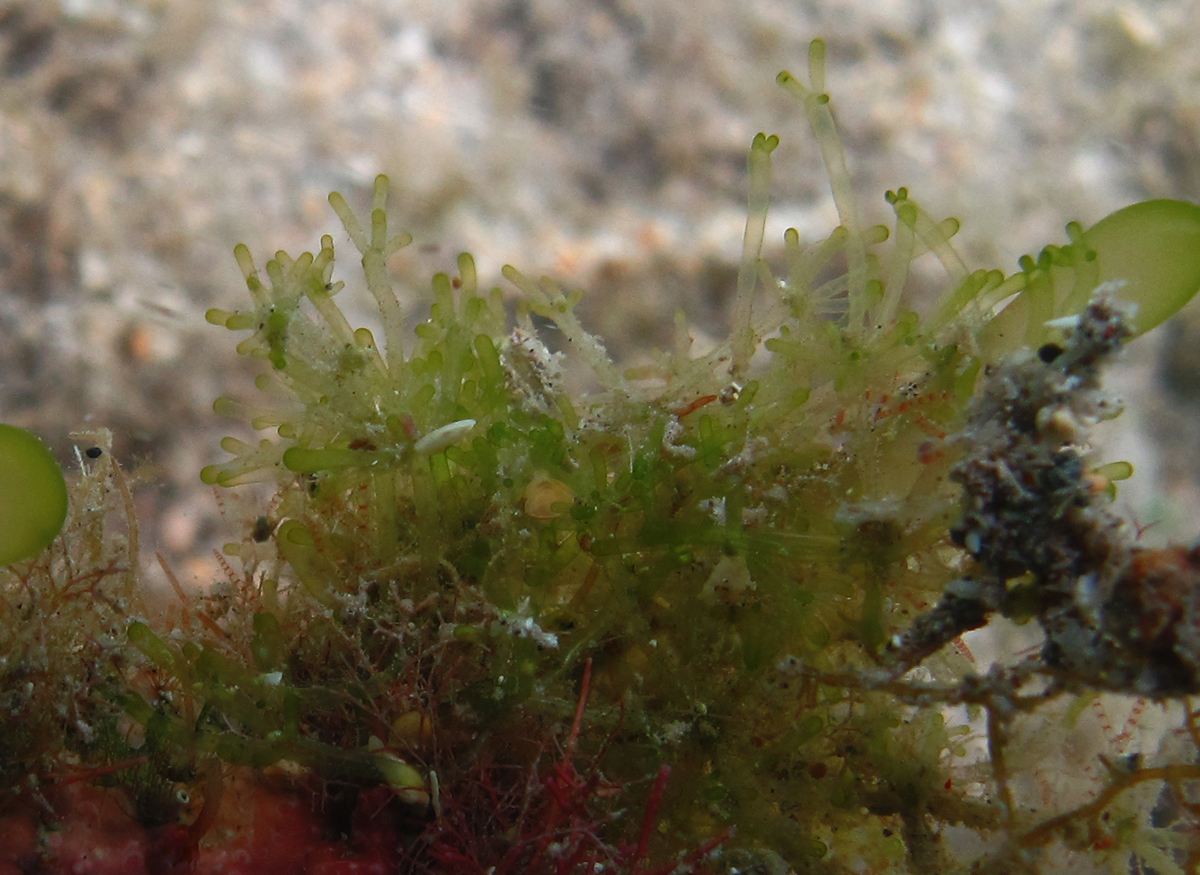
Ernodesmis verticillata
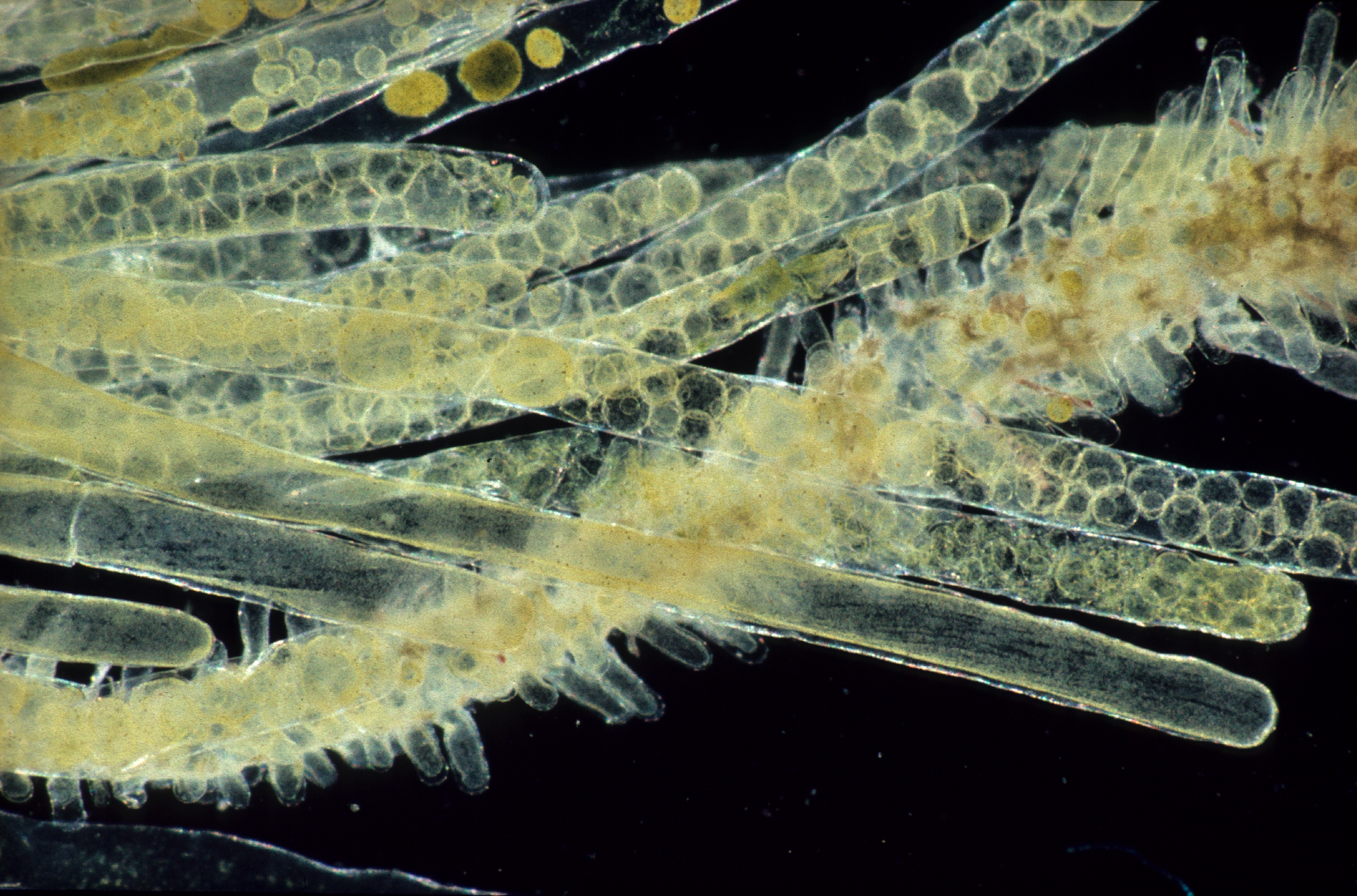
Siphonocladus tropicus